# 연풍버스정류장
연풍버스정류장은 충청북도 괴산군 연풍면 향교로 89(행촌리 547)에 위치한 대한민국의 시외버스정류장이다.
1층 콘크리트 건물에 연풍버스정류소라고 적힌 간판이 달려있으나 일부 글자가 떨어져 나가 있는 등 상당히 노후되어 있다. 터미널 건물은 오직 대합실로만 사용하며, 매표소가 없으므로 현금을 내고 이용해야 했다.

## 운행 노선
2017년부터 건물문 닫고 마당에서 버스 정류장으로만 쓰인다. 매표 업무도 중단되었으니 버스를 타려면 현금을 준비해야 한다.
| 방면        | 행선지 |
| ----------- | --- |
| 수도권 방면 | 이천, 이황리, 일죽, 장호원, 태평리                                                                               |
| 충청권 방면 | 감곡, 괴산, 대사리, 북청주, 사리, 살미, 생극, 수안보, 유목, 용원, 주덕, 청주, 충주, 칠성, 태성                   |
| 영남권 방면 | 경주, 구미, 마성, 문경, 부산, 북대구, 상주, 선산, 신복, 안동, 안동과학대학교, 예천, 울산, 용궁, 점촌, 포항, 풍산 |